# Voorlopige Militare Dictatuur Moegan
De Voorlopige Militaire Dictatuur Moegan (Russisch: Временная военная диктатура Мугани, Vremennaja vojennaja diktatoera Moegani) was een Britse anticommunistische dictatuur in het gebied van de regio Lankaran, voorheen deel van het keizerrijk Rusland. Ze bestond van 1 augustus 1918 tot 15 mei 1919.
De regering van Moegan werd door geen andere staat gesteund en werd geleid door de kolonel V.T. Soechoroekov van het Witte  leger die beschermd werd door het Britse leger tijdens de bezetting van de stad Bakoe. 
Moegan verklaarde zichzelf een autonoom deel van het "onafhankelijke en ondeelbare Russische keizerrijk". In december 1918 werd de naam veranderd in de "Territoriale regering Moegan". Op 25 april 1919 was er een gewelddadig protest van de Talysj-arbeiders die voor de bolsjewieken en tegen de Territoriale regering Moegan waren. Op 15 mei riep het Bijzondere Congres van de Raad van Arbeiders en Burgers van Lankeran de sovjetrepubliek Moegan uit.